# Phanoperla pallipennis
Phanoperla pallipennis és una espècie d'insecte plecòpter pertanyent a la família dels pèrlids que es troba a Malèsia: la península de Malaca.